# Landtagswahlkreis Paderborn I
Der Landtagswahlkreis Paderborn I ist ein Landtagswahlkreis in Nordrhein-Westfalen. Er umfasst die Gemeinden Bad Lippspringe, Bad Wünnenberg, Borchen, Büren, Delbrück, Hövelhof, Lichtenau und Salzkotten sowie die Ortsteile Buke und Schwaney der Gemeinde Altenbeken.
Zur Landtagswahl 2022 wurde der Zuschnitt des Wahlkreises erstmals seit 1980 geändert: Umfasste dieser bislang den gesamten Kreis Paderborn bis auf die Kreisstadt Paderborn, wurde der Ortsteil Altenbeken nunmehr dem Landtagswahlkreis Paderborn II zugeordnet.

## Landtagswahl 2022
Die Landtagswahl fand am 15. Mai 2022 statt. Bernhard Hoppe-Biermeyer wurde mit 54,0 % direkt in den Landtag gewählt. Die Wahlbeteiligung betrug 58,9 %.
| Direktkandidat           | Partei | Partei                | Erststimmen in % | Zweitstimmen in % |
| ------------------------ | ------ | --------------------- | ---------------- | ----------------- |
| Bernhard Hoppe-Biermeyer |        | CDU                   | 54,0             | 52,0              |
| Michael Sprink           |        | SPD                   | 19,0             | 17,7              |
| Norika Creuzmann         |        | Bündnis 90/Die Grünen | 12,2             | 12,6              |
| Anke Zillmann            |        | FDP                   | 4,5              | 5,6               |
| Julian Hermneuwöhner     |        | AfD                   | 5,9              | 6,0               |
| André Niedernhöfer       |        | Die PARTEI            | 1,6              | 1,0               |
| Mehmet Ali Yesil         |        | Die Linke             | 1,5              | 1,5               |
| Dieter Bernhard Hahn     |        | dieBasis              | 1,2              | 1,1               |
| –                        |        | Sonstige              | –                | 2,7               |

## Landtagswahl 2017
Von 119.232 Wahlberechtigten gaben 79.073 (66,3 %) ihre Stimme ab.
| Direktkandidat           | Partei   | Erststimmen in % | Zweitstimmen in % |
| ------------------------ | -------- | ---------------- | ----------------- |
| Nektaria Bader           | SPD      | 22,1             | 22,1              |
| Bernhard Hoppe-Biermeyer | CDU      | 56,3             | 48,4              |
| Norika-Andrea Creuzmann  | GRÜNE    | 4,6              | 4,7               |
| Roze Özmen               | FDP      | 6,8              | 11,8              |
| Lutz Martiny             | PIRATEN  | 1,3              | 0,7               |
| Holger Drewer            | LINKE    | 3,8              | 3,4               |
| Karl-Heinz Tegethoff     | AfD      | 5,1              | 6,6               |
| –                        | Sonstige | –                | 3,5               |

Der Wahlkreis wird im Landtag durch den erstmals gewählten Wahlkreisabgeordneten Bernhard Hoppe-Biermeyer vertreten.

## Landtagswahl 2012
Von 118.031 Wahlberechtigten gaben 70.417 (59,7 %) ihre Stimme ab.
| Direktkandidat      | Partei           | Erststimmen in % | Zweitstimmen in % |
| ------------------- | ---------------- | ---------------- | ----------------- |
| Volker Jung         | CDU              | 52,2             | 44,1              |
| Burkhard Blienert   | SPD              | 26,2             | 27,6              |
| Harald Grünau       | GRÜNE            | 8,1              | 7,9               |
| Heinrich Heineke    | FDP              | 4,5              | 8,2               |
| Paul-Heinz Weitkamp | LINKE            | 1,8              | 1,7               |
| Richard Gösken      | PIRATEN          | 6,5              | 6,7               |
| Dirk Tegethof       | FBI/Freie Wähler | 0,6              | 0,4               |
| –                   | Sonstige         | –                | 3,5               |

Quelle:

## Landtagswahl 2010
| Direktkandidat        | Partei               | Erststimmen in % | Zweitstimmen in % |
| --------------------- | -------------------- | ---------------- | ----------------- |
| Maria Westerhorstmann | CDU                  | 57,4             | 51,7              |
| Nuri Ayaz             | SPD                  | 21,3             | 23,1              |
| Harald Grünau         | GRÜNE                | 10,0             | 9,0               |
| Brigitte Kesternich   | FDP                  | 5,5              | 6,7               |
| Paul Weitkamp         | LINKE                | 4,2              | 3,9               |
| Gerhard Honsel        | FAMILIE              | 1,5              | 0,8               |
| –                     | NPD                  | –                | 1,0               |
| –                     | REP                  | –                | 0,2               |
| –                     | ödp                  | –                | 0,1               |
| –                     | BüSo                 | –                | 0,0               |
| –                     | PBC                  | –                | 0,1               |
| –                     | Die Tierschutzpartei | –                | 0,5               |
| –                     | DIE PARTEI           | –                | 0,1               |
| –                     | ZENTRUM              | –                | 0,1               |
| –                     | BGD                  | –                | 0,0               |
| –                     | AUF                  | –                | 0,0               |
| –                     | PIRATEN              | –                | 1,3               |
| –                     | ddp                  | –                | 0,0               |
| –                     | Freie Union          | –                | 0,0               |
| –                     | RENTNER              | –                | 0,3               |
| –                     | pro NRW              | –                | 0,5               |
| –                     | DIE VIOLETTEN        | –                | 0,1               |
| –                     | BIG                  | –                | 0,0               |
| –                     | Volksabstimmung      | –                | 0,1               |
| –                     | FBI/Freie Wähler     | –                | 0,3               |

## Landtagswahl 2005
| Direktkandidat          | Partei  | Stimmen in % |
| ----------------------- | ------- | ------------ |
| Cordula Ziebarth        | SPD     | 21,3         |
| Maria Westerhorstmann   | CDU     | 65,2         |
| Brigitte Kesternich     | FDP     | 5,4          |
| Carsten Birkelbach      | GRÜNE   | 3,4          |
| Monika Haase            | REP     | 0,5          |
| Thomas Körner           | PDS     | 0,5          |
| Michael Lemke           | PBC     | 0,2          |
| Eva Maria Gockel        | FAMILIE | 1,0          |
| Tobias Heinekamp        | NPD     | 1,0          |
| Josef Schröder-Schlüter | ödp     | 0,2          |
| Heinz Dieter Bursch     | WASG    | 1,2          |